# Telaprocera maudae
Telaprocera maudae là một loài nhện trong họ Araneidae.
Loài này thuộc chi Telaprocera. Telaprocera maudae được miêu tả năm 2008 bởi Harmer & Volker W. Framenau.